# Jatikuwung (Gondangrejo)
Jatikuwung is een bestuurslaag in het regentschap Karanganyar van de provincie Midden-Java, Indonesië. Jatikuwung telt 5705 inwoners (volkstelling 2010).